# Phrudus exarealatus
Phrudus exarealatus är en stekelart som beskrevs av Joseph Augustine Cushman 1927. Phrudus exarealatus ingår i släktet Phrudus och familjen brokparasitsteklar. Inga underarter finns listade i Catalogue of Life.